# Seenotrettungsstation Vitte/Hiddensee
Die Seenotrettungsstation Vitte/Hiddensee ist ein Stützpunkt der Deutschen Gesellschaft zur Rettung Schiffbrüchiger (DGzRS) in Mecklenburg-Vorpommern auf der Insel Hiddensee. Seit September 2006 liegt im kleinen Fischerhafen von Vitte das Seenotrettungsboot (SRB) Nausikaa. Direkt hinter dem Liegeplatz steht für die freiwilligen Seenotretter der Insel das 1992 neu gebaute Stationsgebäude. Im Regelfall erfolgt die Alarmierung durch die Zentrale der DGzRS in Bremen, wo die Seenotleitung Bremen (MRCC Bremen) ständig alle Alarmierungswege für die Seenotrettung überwacht.

## Einsatzgebiet
Das Revier der Freiwilligen von Vitte erstreckt sich rund um die Ostseeinsel Hiddensee. In Richtung Norden reicht es seeseitig bis zum Kap Arkona und nach Süden bis an den Kubitzer Bodden und den Strelasund mit dem Hafen Barhöft, der früher eine Station der DGzRS war. Wichtigstes Gebiet ist der Westrügener Bodden zwischen Hiddensee und Rügen mit dem Schaproder Bodden, wo die Schifffahrtswege von Kloster und Vitte nach Schaprode und weiter zum Strelasund verlaufen. Die typischen Flachwassergebiete mit engen Fahrwasserwegen bedürfen hoher Aufmerksamkeit und sind nicht einfach zu befahren. Die Einsätze der Seenotretter sind vor allem in der Sommersaison erforderlich, wenn viele Fähren, Fahrgastschiffe und Sportboote der Freizeitschifffahrt unterwegs sind. Ansonsten werden Hilfeleistungen für die Fischer- und Angelboote erforderlich.
Besondere Aufmerksamkeit der Retter erfordert der Rassower Strom, der nach Osten in den Großen Jasmunder Bodden führt und einer der am meisten befahrenen Seewege von Rügen ist. Darin wird der Fahrwasserabzweig nach Norden in den Wieker Bodden von den Einheimischen auch als „Bermuda-Dreieck“ bezeichnet. Dort können die Wellen sehr hoch schlagen und Boote zum Kentern bringen.

## Zusammenarbeit
Das weitreichende Revier grenzt an die Nachbarreviere für den Strelasund und den Großen Jasmunder Bodden. Bei größeren Such- und Rettungsaktionen erfolgt die gegenseitige Unterstützung mit:
- Kreuzer der Seenotrettungsstation Darßer Ort
- Boot der Seenotrettungsstation Stralsund
- Boot der Seenotrettungsstation Breege

## Geschichte
Die preußische Landesregierung in Stralsund hatte 1856 eine erste staatliche Rettungsstation in Kloster auf Hiddensee eingerichtet. Nach der 1866 erfolgten Gründung des Neuvorpommersch-Rügenscher Verein zur Rettung Schiffbrüchiger übernahm dieser alle staatliche Stationen und auch die auf Hiddens-Oie, wie die Insel damals genannt wurde. Für Kloster listete der Verein 1866 als Ausrüstung einen Manby-Mörser, mit dem Leinenverbindungen zu havarierten Schiffen hergestellt werden konnten, und ein Francis-Rettungsboot. 1868 schloss sich der Verein der DGzRS an, die die Station übernahm und 1888 einen Rettungsschuppen baute. Dafür kam ein neues DGzRS-Standard-Boot und ein Raketenapparat. Heute beherbergt der alte Schuppen das Heimatmuseum Hiddensee, das eines der ältesten Häuser des Ortes Kloster ist.
Nach 1945 lag die nicht mehr besetzte Station von Kloster auf dem Gebiet der DDR. 1952 wurde die Station dem staatlichen Seefahrtsamt unterstellt. Der spätere Seenotrettungsdienst der DDR war noch lange im Museum des alten Rettungsschuppens untergebracht.
Mit der deutschen Wiedervereinigung übernahm die DGzRS wieder die Station auf Hiddensee und stationiert das 1972 gebaute SRB GRIETJE in Kloster. Das Boot der damaligen 7-Meter-Klasse hatte vorher an der Lübecker Bucht auf der Seenotrettungsstation Schilksee Dienst geleistet und wurde für den Einsatz auf Hiddensee zu SWANTI umbenannt. 1992 zog die Station mit dem Rettungsboot um nach Vitte, nachdem dort die Gesellschaft ein neues Stationsgebäude direkt im Hafen errichtet hatte. Mit der DORNBUSCH erhielt die Station 1993 einen Neubau der 8,5-Meter-Klasse von der Fassmer-Werft in Berne-Motzen. Das Boot mit dem zweiten halboffenen Steuerstand war mit seinem 220-PS-Dieselmotor fast doppelt so schnell wie das Vorgängerboot. Die DORNBUSCH blieb 13 Jahre auf Hiddensee stationiert und verlegte danach zur Nachbarstation Breege.

## Aktuelle Rettungseinheit

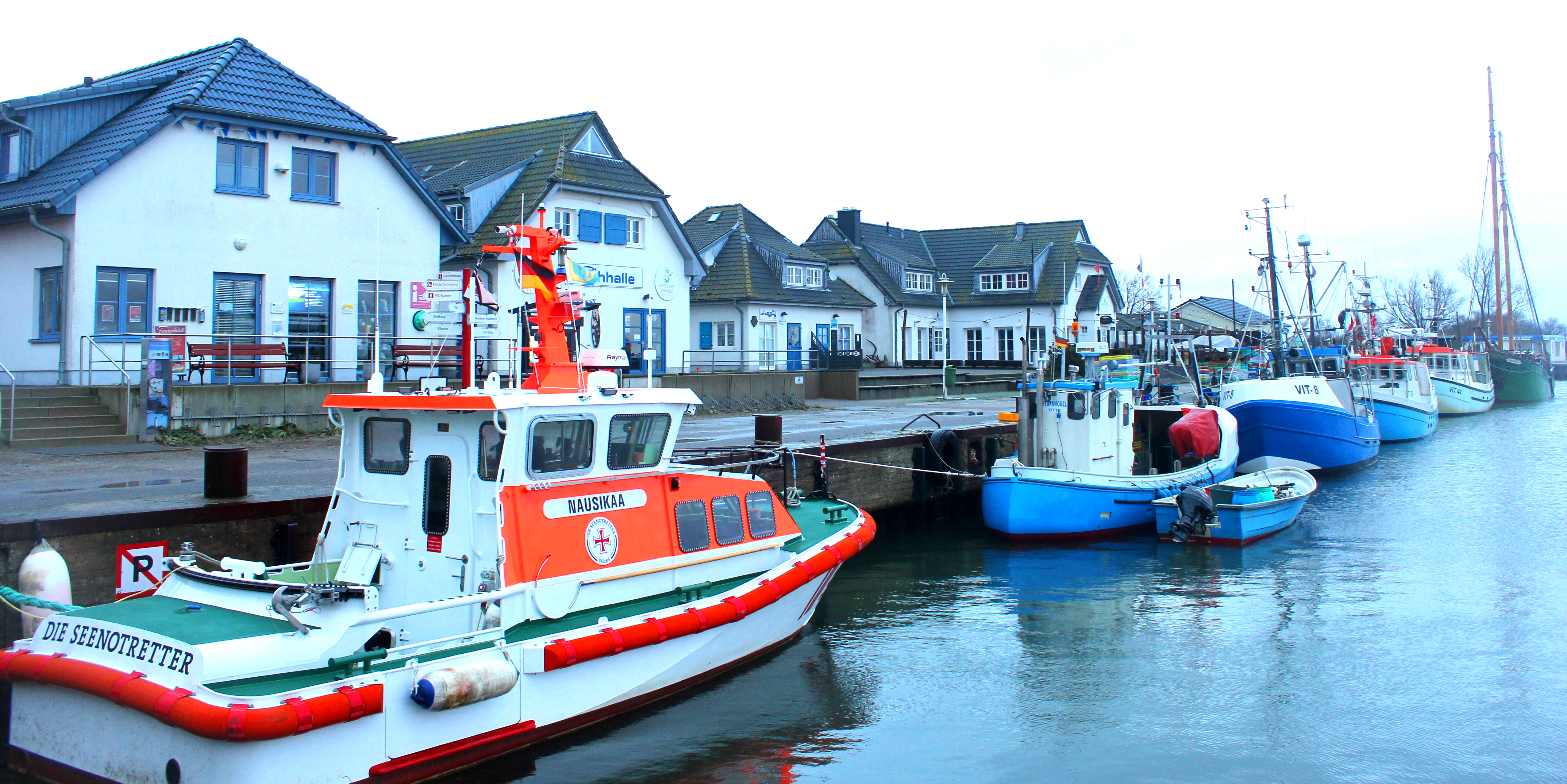
Die NAUSIKAA im Hafen von Vitte

Im September 2006 kam das Neubau-SRB NAUSIKAA der aktuellen Bauform mit vollständig geschlossenem Steuerhaus nach Vitte. Mit dem 320-PS-Motor schafft das 10,1 Meter lange Boot ebenfalls eine Höchstgeschwindigkeit von 18 Knoten und ist in der Lage auch größere Schiffe ab- oder freizuschleppen.

## Historie der motorisierten Rettungseinheiten
| Stationierung von Seenotrettungsbooten |             |          |                   |                            |         |                |                              |
| Zeitraum                               | Schiffsname | Reg.-Nr. | Länge oder Klasse | Anz. Motoren ges. Leistung | Geschw. | vorige Station | Verlegung nach oder Verbleib |
| 1990 → 1993                            | SWANTI      | KRST 14  | 7-m-Klasse (1971) | 1 → 54 PS                  | 10,0 kn | von Freest     | ausgemustert → Museum        |
| 1993 → 2006                            | DORNBUSCH   | SRB 35   | 8,5-m-Klasse      | 1 → 220 PS                 | 18,0 kn | Neubau         | → Breege                     |
| seit 2006                              | NAUSIKAA    | SRB 63   | 10,1-m-Klasse     | 1 → 320 PS                 | 18,0 kn | Neubau         | auf Station                  |

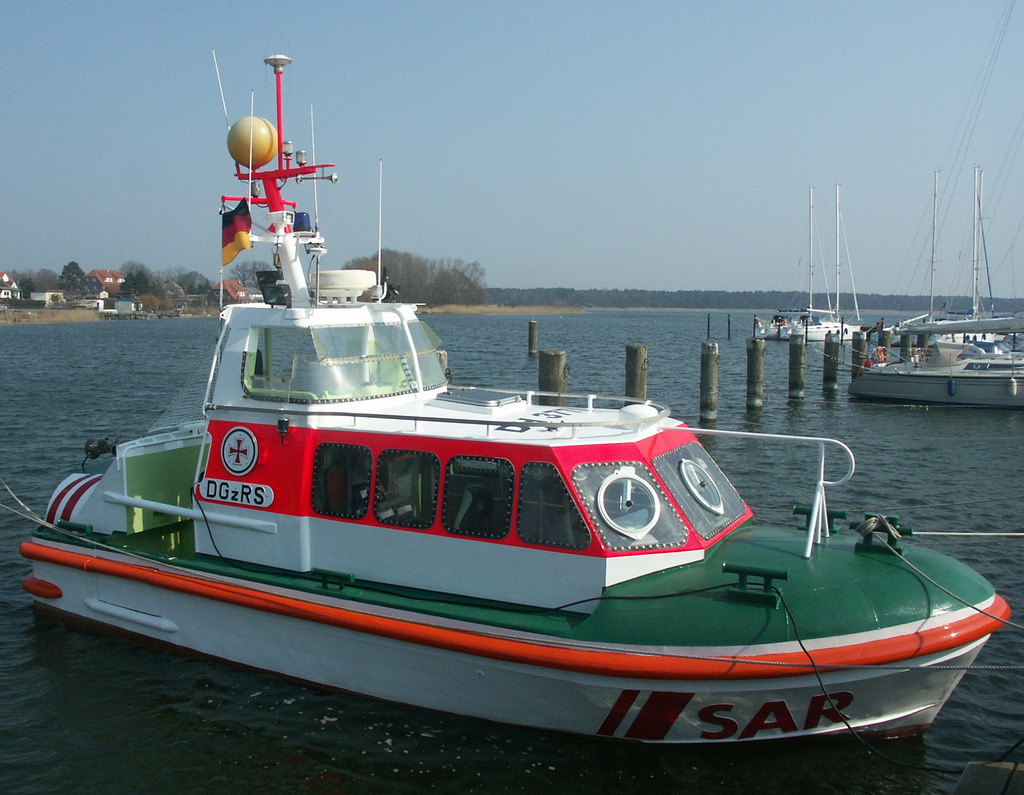
SRB Dornbusch 'schon' in Breege
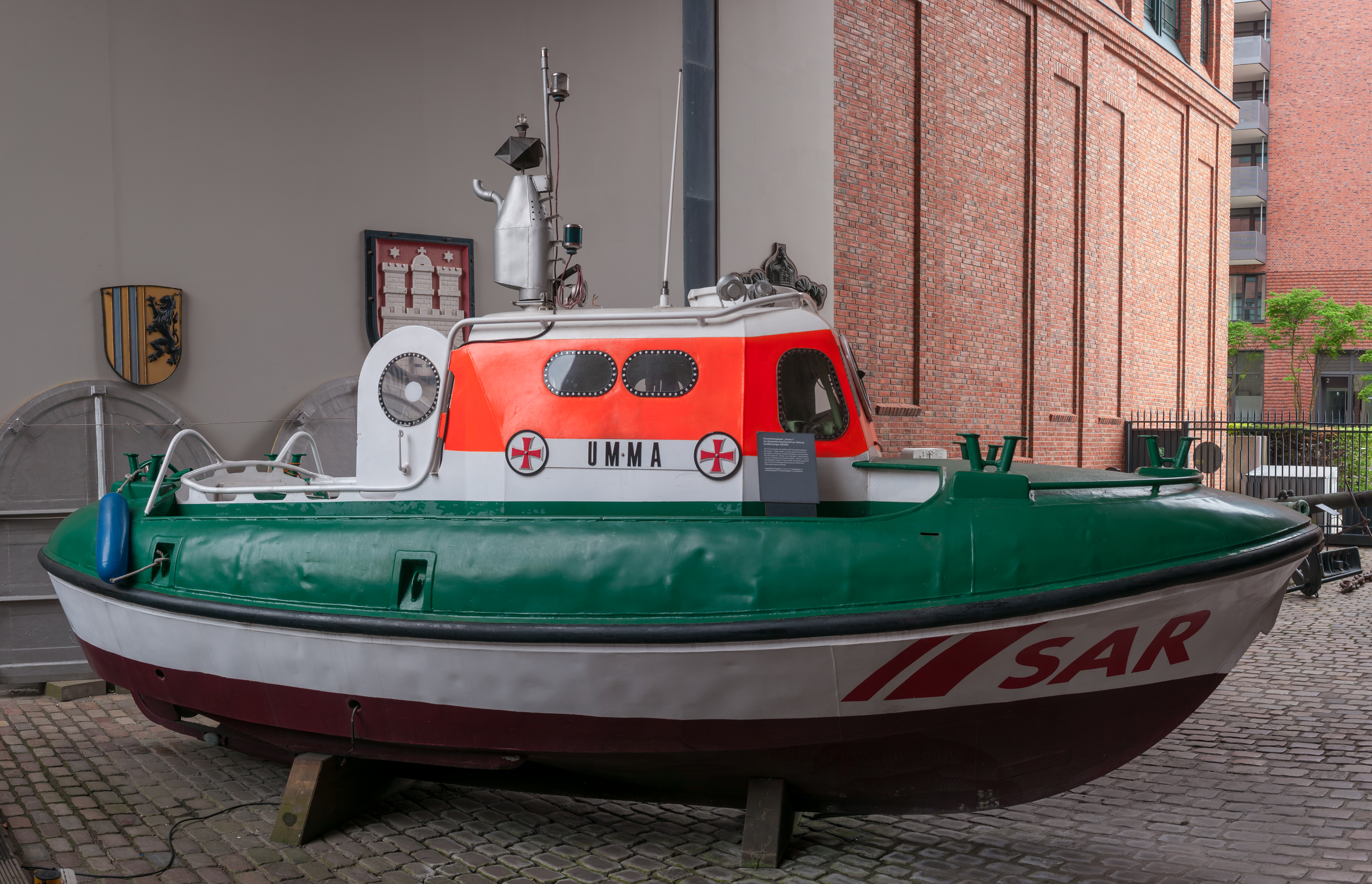
SRB Grietje als Umma im Maritimen Museum, Hamburg
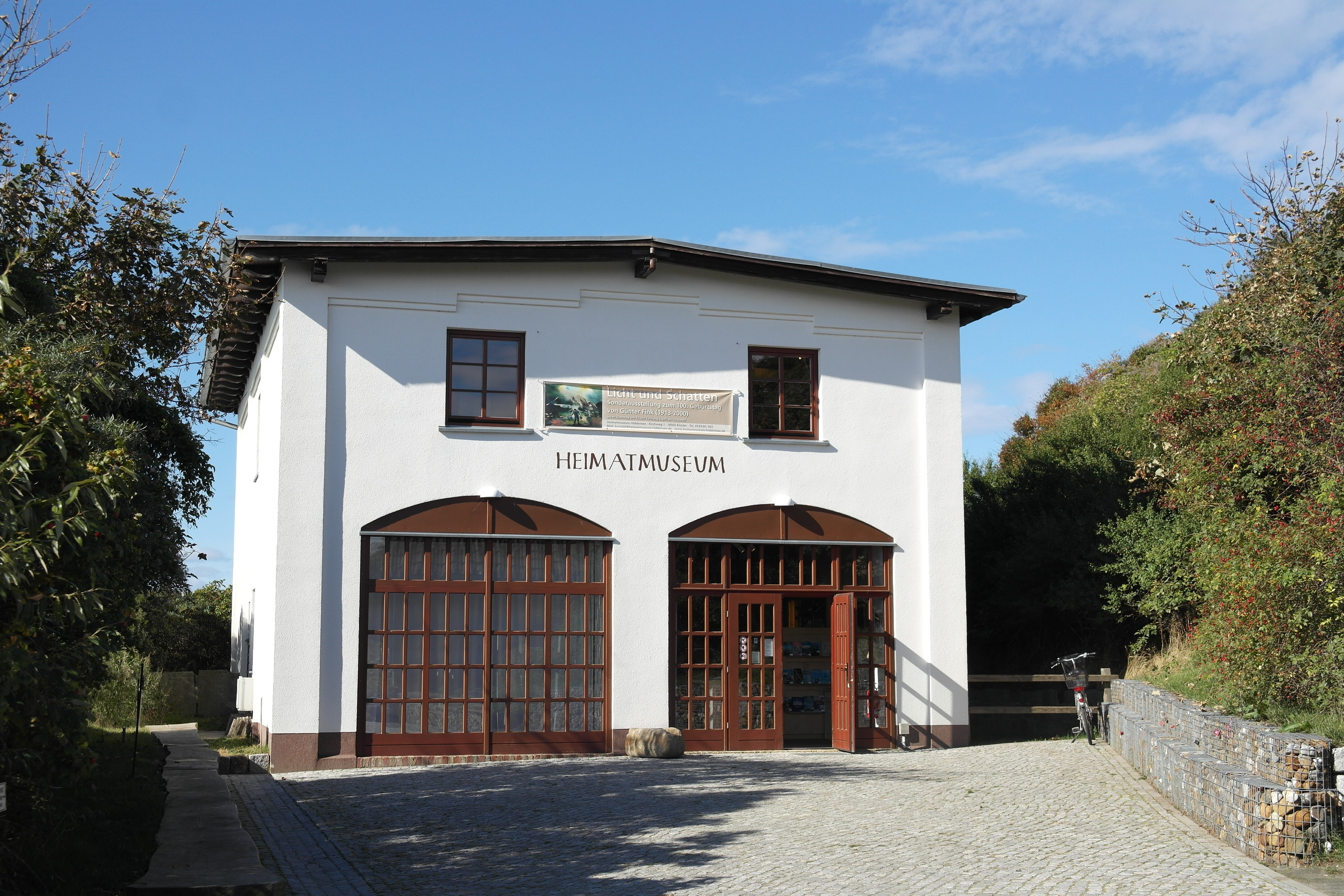
Der ehemalige Rettungsschuppen Kloster – heute Inselmuseum